# MP 40

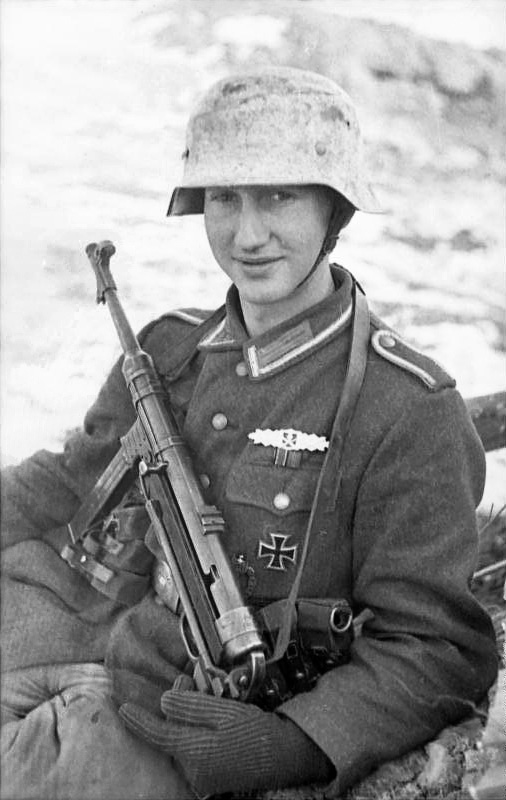
Um soldado alemão com sua metralhadora MP40.

A MP40 (Maschinenpistole 40 - Pistola-metralhadora 40) foi uma submetralhadora com câmara para o cartucho 9x19mm Parabellum, desenvolvida e utilizada pela Alemanha Nazista durante a Segunda Guerra Mundial.

## História
Projetado em 1938 por Heinrich Vollmer com inspiração em seu antecessor, o MP 38, foi muito usado por soldados de infantaria (particularmente líderes de pelotão e esquadrão) e por pára-quedistas nas frentes oriental e ocidental, bem como por equipes de veículos blindados de combate. Seus recursos avançados e modernos tornaram-no favorito entre os soldados e popular em países de várias partes do mundo após a guerra. Foi frequentemente apelidado de "Schmeisser" pelos Aliados, em homenagem a Hugo Schmeisser, que desenhou o MP 18, embora não tenha estado envolvido na concepção ou produção do MP40. As outras variantes da arma incluíam a MP 40 / I e a MP 41. De 1940 a 1945, cerca de 1,1 milhão foram produzidas na Erma Werke.
A MP40 foi descendente da MP38, as diferenças estando no custo de produção. As alterações foram um resultado de vários testes com milhares de MP38 (em serviço desde 1939), utilizadas durante a Invasão da Polónia. As alterações foram incorporadas numa versão intermédia (MP38/40), e mais tarde utilizadas na produção inicial da versão MP40. Mais de um milhão de unidades foram fabricadas de todas versões durante a guerra.
A MP40 era geralmente chamada por Schmeisser,  nome do desenhista de armas Hugo Schmeisser. Embora Hugo Schmeisser não tivesse desenhado a MP40, mas tivesse ajudado no desenho da MP41 e a Sturmgewehr 44. E também Schmeisser não trabalhava para a fabricante Erfurter Maschinenfabrik (ERMA), mas sim para a Haenel. O desenhista da MP38 e MP40 foi Heinrich Vollmer.

## Especificações
Uma MP38 pode ser facilmente distinguida de uma MP40, por sua construção em aço usinado, e uma série de outras diferenças, como por exemplo, o carregador ficava à esquerda, e sua coronha em madeira, semelhante às de espingardas, enquanto a MP40, era feita em chapas de aço estampado, carregador na vertical, coronha dobrável. A MP40/II foi uma versão experimental com um carregador de 64 cartuchos.
O design tinha, na forma de estamparia e repuxo uma tendência para a época, e a finalidade era redução de custos. A sua baixa cadência de fogo,para uma metralhadora de mão, ou submetralhadora, fazia com que esta tivesse uma pontaria mais acertada comparada com a Thompson norte-americana. Não possuía seletor de tiro, sendo somente possível disparo em rajadas (automático). A coronha era dobrável para baixo e para frente, facilitando transporte e uso por tropas paraquedistas. Abaixo do cano, logo próximo a boca, tinha um ressalto, com finalidade diferenciada: quando utilizada por soldados embarcados em veículos blindados, como o SdKfz 251, havia frestas nestes, para executar tiros, e com isto, na possibilidade de haver um solavanco no trajeto, a arma não sairia desta fresta e com isto não ocorreria disparos dentro do veículo, o que seria desastroso. Seu ferrolho era movido telescopicamente, em cinco partes, tendo a mola recuperadora embutida dentro do mesmo, e ao final da parte sustentadora do percursor, havia mais uma mola alojada em haste, para absorver impactos quando em recuo.
A mola do carregador gastava-se rapidamente, fazendo com que a arma encravasse se totalmente cheio com 32 balas. Para contornar o problemas, os soldados carregavam a arma apenas com trinta ou 31 balas.

## Variantes
MP32: protótipo de pistola-metralhadora de tiro selectivo e aço maquinado, desenvolvido em 1936;
MP38: versão simplificada da MP36, solicitada pelo Exército Alemão em 1938 e introduzida ao serviço em 1939;
MP38/40: versão intermédia, resultante da alteração da MP38, para facilitar o seu fabrico e a sua segurança;
MP40/I: versão definitiva de produção, com as alterações incorporadas na MP38/40;
MP40/II: versão experimental, com um carregador para 64 munições;
MP41: versão híbrida, desenvolvida por Louis Schmeisser, incorporando a caixa de culatra, mecanismo de operação e fixador do carregador da MP40 com a coronha de madeira, gatilho e selector de tiro da MP28;
BD38: reprodução semi-automática da MP38, introduzida em 2005